# Club Deportivo América de Palpa
El Deportivo América es un club de fútbol peruano de la ciudad de Palpa en el departamento de Ica. Fue fundado en 1957 y juega en la Copa Perú.

## Historia
El club fue fundado el 18 de febrero de 1957 por un grupo de jóvenes en la calle Progreso de la ciudad de Palpa. Su primer presidente fue Jorge Rivera Chipana.
Tras lograr el título de la Liga de Palpa en 1968, clasificó por primera vez a la Etapa Departamental de la Copa Perú. En primera fase quedó segundo en su grupo eliminando a Francisco Oropesa de Nasca y Asociación Chinchana de Marcona para clasificar al cuadrangular final donde terminó en tercer lugar detrás de Víctor Bielich de Pisco y Deportivo Huracán de Ica.
En 2008 América de Palpa fue eliminado en la segunda fase de la Etapa Departamental por Deportivo UNICA de Ica.
En 2009 fue campeón provincial de Palpa tras golear 3-0 a Los Gatos de Río Grande. Superó la primera fase de la Etapa Departamental tras vencer a José Carlos Mariátegui de Puquio por 4-2 en definición por penales. En cuartos de final eliminó a José María Arguedas de Puquio (1-0 en Palpa y 0-0 en Puquio) y en semifinales perdió el cupo a la Etapa Regional luego de quedar eliminado por Juventud Media Luna de Grocio Prado que le derrotó por 2-0 tanto en la ida como en la vuelta.
Clasificó nuevamente a la Etapa Departamental de Ica en 2015 como campeón provincial luego de vencer 3-1 a Sport Mercedes de Llipata. En primera fase eliminó a Deportivo Huracán de Ica (2-2 de visita y 2-0 en Palpa). En cuartos de final superó a Santa Fe de Nasca (0-0 en casa y 2-0 de visita) y en la semifinal clasificó a la Etapa Nacional de la Copa Perú 2015 tras vencer de local por 3-0 a Lolo Fernández de Puquio remontando la derrota por 2-1 en la ida. En esa etapa fue eliminado en primera fase tras finalizar con 8 puntos en el puesto 29 de la tabla general luego de un empate 0-0 con Academia Cantolao en la última fecha.
En 2016 llegó hasta cuartos de final de la Etapa Departamental donde fue eliminado por Parada de los Amigos de Grocio Prado. En 2017 y 2018 no pudo superar la primera fase de la Etapa Departamental. Clasificó nuevamente a la Etapa Departamental en 2022 donde llegó hasta cuartos de final siendo eliminado por Juventud Cruz del Rosario.
En la Etapa Departamental de Ica 2023 eliminó en primera fase a Juventud Primavera y en cuartos de final a Cultural Melchorita para clasificar a semifinales donde fue eliminado por Alianza Pisco luego de perder 1-0 como local y 2-0 de visitante. En la Etapa Departamental de Ica 2024 superó en primera fase a Lolo Fernández de Puquio pero fue eliminado en cuartos de final por Atlético Nacional de La Tinguiña luego de perder 2-1 de visitante y 1-0 como local.

## Estadio
El club juega de local en el estadio Julio Luque Tijero de propiedad de la Municipalidad Provincial de Palpa.

## Rivalidades
El Deportivo América tiene una rivalidad con el Sporting Cristal de Palpa con el que disputa el clásico de la ciudad.

## Entrenadores
- José Silva Bravo (2009)

## Palmarés

### Títulos regionales
| Competición regional            | Títulos | Subcampeonatos    |
| ------------------------------- | --- | ----------------- |
| Liga Departamental de Ica (0/1) | | 2015.             |
| Liga Provincial de Palpa (11/3) | 2007, 2008, 2009, 2011, 2012, 2014, 2015, 2016, 2017, 2018, 2023. (Récord)                                           | 2013, 2022, 2024. |
| Liga Distrital de Palpa (18/1)  | 1968, 1969, 1970, 1972, 1974, 1975, 2009, 2010, 2011, 2012, 2013, 2014, 2015, 2017, 2018, 2019, 2023, 2024. (Récord) | 2022.             |